# Albert Gleizes

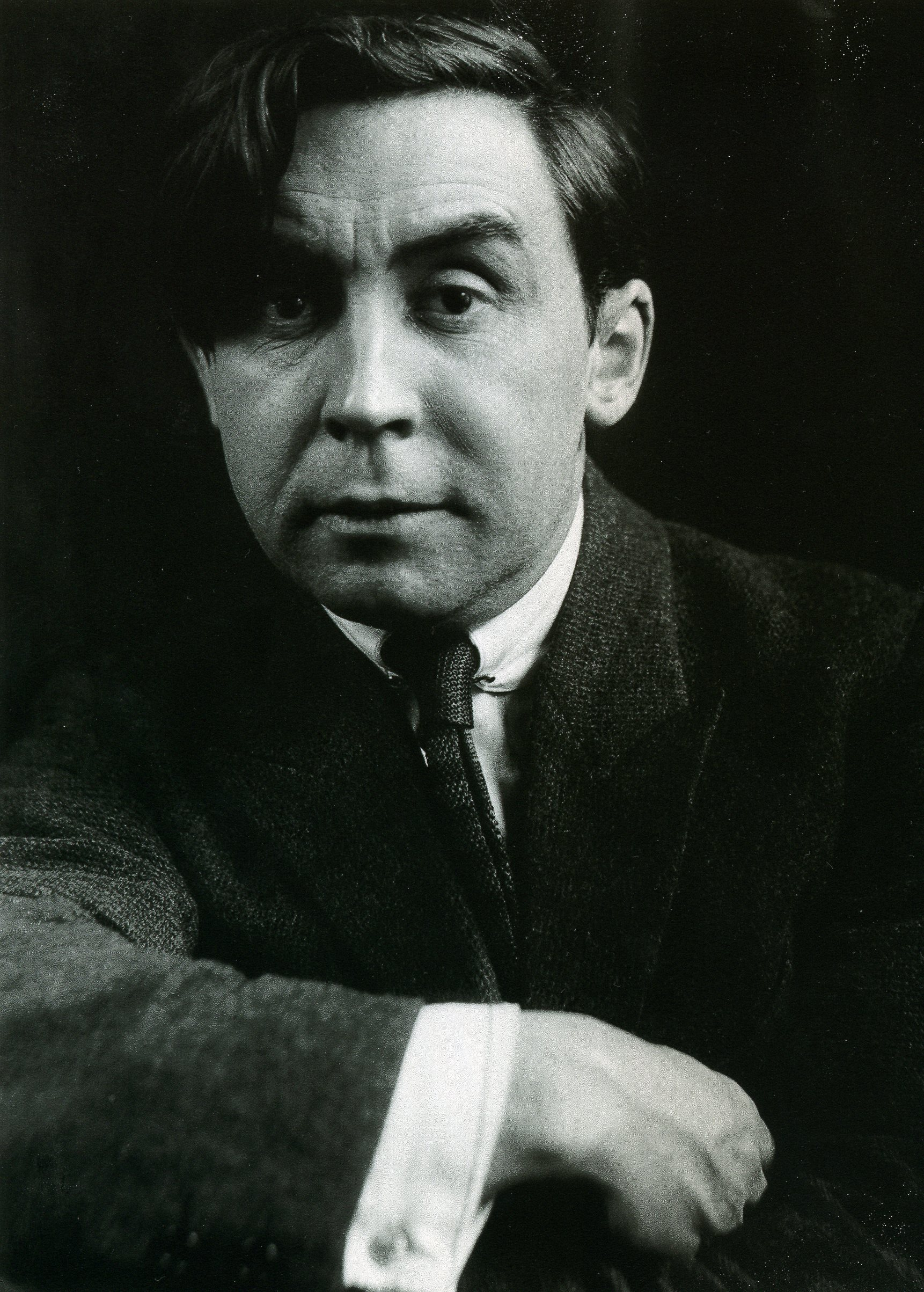
Albert Gleizes, c.1920

Albert Gleizes (Parijs, 8 december 1881 – Avignon, 23 juni 1953) was een Franse kubistische schilder.

## Biografie
Albert Gleizes groeide op in Courbevoie (een voorstad van Parijs), kreeg een opleiding als technisch tekenaar en werkte vanaf 1889 als dessinontwerper in de fabriek van zijn vader in de Parijse wijk Sentier. Hij was een neef van de Franse schilder Léon Comerre. Van 1902 tot 1905 was hij in militaire dienst in Abbeville en vanaf die periode begon hij te schilderen. Gleizes was bijzonder onder de indruk van het werk van Henri Le Fauconnier. In diens atelier in Parijs maakte hij kennis met de schilders Fernand Léger, Jean Metzinger en Robert Delaunay. In 1911 kwam hij in contact met Pablo Picasso en was meteen gewonnen voor het kubisme. Gezamenlijk exposeerden de kubisten in hetzelfde jaar tijdens de Salon des Indépendants in Parijs en veroorzaakten daar een schandaal. Gleizes en Metzinger werden de theoretici van het kubisme en samen publiceerden zij in 1912 Du Cubisme. Ook bij de Salon van de Section d'or van 1912 exposeerden zij weer tezamen. In 1914 werd Gleizes gemobiliseerd en met andere kunstenaars ingedeeld bij een onderdeel dat als taak had de troepen cultureel te vermaken.

## Zijn carrière
In 1915 huwde hij de kunstenares Juliette Roche, de dochter van een Franse minister. Hij werd van de dienstplicht ontheven en reisde met zijn echtgenote naar New York. Vanuit New York bezocht hij Barcelona, waar hij Francis Picabia ontmoette en zijn eerste solo-expositie had bij galerie Dalmau. In 1919 keerden de Gleizes terug naar Parijs, waar de kubistische beweging radicaal was veranderd. In 1926 publiceerde hij, wederom samen met Metzinger, zijn geschrift Tradition et Cubisme. In 1926 verliet Gleizes Parijs, eerst naar de Ardèche en later de Rhône-streek, waar hij een huis kocht in Sablons. Hij sloot zich in 1931 aan bij de internationale kunstenaarsgroep Abstraction-Création.
Vanaf 1934 experimenteerde Gleizes met religieuze muurschilderingen in een kerkelijke omgeving. In 1941 bekeerde hij zich tot het katholicisme. Tot zijn belangrijke werk, en vaak gezien als zijn artistieke testament, behoort de illustratie van Les Pensées van Blaise Pascal met 57 etsen uit 1949/1950.
Gleizes woonde vanaf 1939 tot zijn dood in Méjades bij Saint-Rémy-de-Provence. Hij overleed in 1953 in Avignon.

## Musea
Het werk van Albert Gleizes bevindt zich in vele musea in Europa en de Verenigde Staten.
Belangrijke collecties in Frankrijk:
- Musée des Beaux-Arts de Lyon, Lyon
- Centre Georges Pompidou, Parijs
- Musée d'Art Moderne de la Ville de Paris, Parijs
- Musée Estrine, Saint-Rémy-de-Provence (voornamelijk werk op papier)

In Nederland bezit het Kröller-Müller Museum in Otterlo het werk Femmes cousant uit 1913 van Gleizes.